# 虢公長父
虢公長父（?—?），西周时期虢国国君，谥号厉公。周厉王三年，讨伐淮夷。周厉王、周宣王之际，始东迁至今三门峡立国，相关文物有青铜器虢仲盨、虢仲鬲、公臣簋，虢公長父被《呂氏春秋》視為歷史上的四個不義之人之一，国人暴动又被其称为虢公長父之難。
| 前任： 虢公 | 虢國君主 | 繼任： 虢宣公 |